# Orculella creantirudis
Orculella creantirudis is een slakkensoort uit de familie van de Orculidae. De soort is endemisch op de eilanden Dia en Kreta in Griekenland.
De wetenschappelijke naam Orculella creantirudis is voor het eerst geldig gepubliceerd in 2004 door Gittenberger & Hausdorf.